# John Longley
Sir John Raynsford Longley (1867 – febbraio 1953) è stato un militare britannico.

## Biografia
Educato al Cheltenham College, Longley divenne ufficiale nell'East Surrey Regiment nel 1887 e prestò servizio nella Seconda guerra boera. Venne nominato Commanding Officer del 1st East Surreys col quale si recò in Francia nell'agosto del 1914 all'inizio della prima guerra mondiale e combatté nella Battaglia di Mons, nella Battaglia di Le Cateau, nella Prima battaglia della Marna, nella Prima battaglia dell'Aisne, nella Battaglia di La Bassée e nella Battaglia di Armentières. Venne nominato comandante dell'82nd Infantry Brigade all'inizio del 1915 e fu quindi General Officer Commanding della 10th (Irish) Division nel dicembre del 1915 prima di divenire General Officer Commanding della 44th Home Counties Division nel 1919 e poi ritirarsi dal servizio attivo nel 1920.
Venne richiamato in servizio all'inizio della seconda guerra mondiale e prestò servizio nella guarnigione di stanza a Dover.